# Sở Hùng Lệ
Sở Hùng Lệ (chữ Hán: 熊麗, trị vì ?-?), được xem là vị vua thứ hai của nước Sở - chư hầu nhà Chu trong lịch sử Trung Quốc.
Ông là con trai của Sở Dục Hùng, người được xem là vị vua đầu tiên của nước Sở. Do có công phò tá nhà Chu tiêu diệt nhà Thương, Dục Hùng được phong làm quan trong triều Chu. Sau khi Dục Hùng mất, ông được thế tập ngôi khanh của cha và cương vị thủ lĩnh các bộ tộc ở đất Kinh.
Không rõ Hùng Lệ mất năm nào. Sau khi ông chết, con là Sở Hùng Cuồng được thế tập.